# Quend
Quend is een gemeente in het Franse departement Somme (regio Hauts-de-France). De gemeente telt 1313 inwoners (2019). De plaats maakt deel uit van het arrondissement Abbeville.

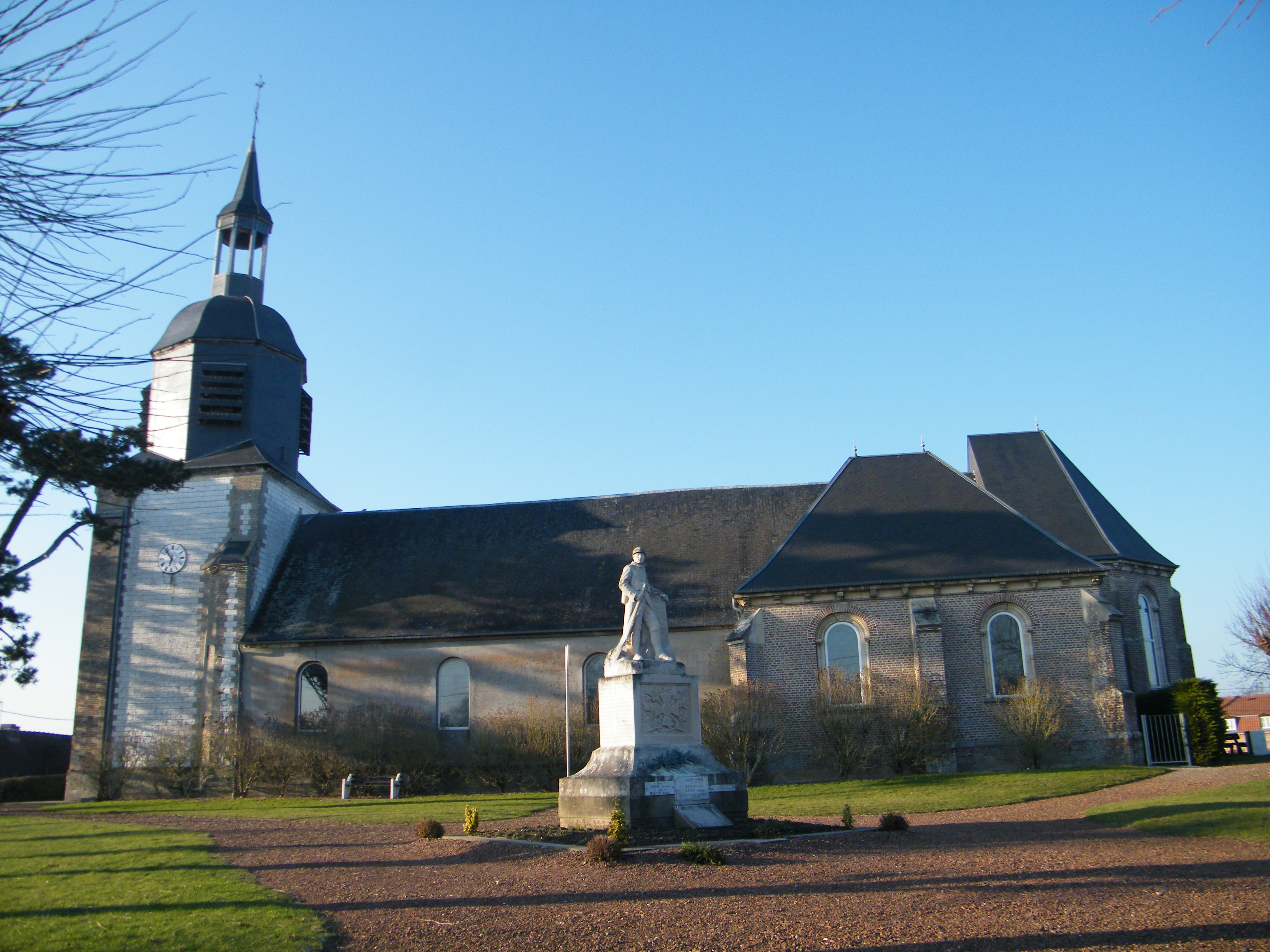
Église Saint-Vaast

## Geschiedenis
Een gemeentelijk charter erkende in 1190 hier een gemeenschap Marquenterre (een deel van de huidige streek Marquenterre).
In latere eeuwen was Quend-le-Jeune de residentie van de meier van Marquenterre. De 18de-eeuwse Cassinikaart toont onder meer het dorp Quend le Jeune, met iets te noordoosten het plaatsje Quend le Vieux.
Op het eind van het ancien régime op het eind van de 18de eeuw werd de oude feodale structuur opgeheven en werden de moderne gemeenten opgericht. Het grondgebied van Marquenterre werd verdeeld in de gemeente Quend en in Saint-Quentin-en-Tourmont. 
Quend lag in het noordoosten, met grondgebied dat in het noorden tot aan de baai van de Authie reikte en waar het gehucht Fort Mahon lag. In het zuiden reikte het grondgebied bijna tot aan de baai van de Somme. De gehele kuststrook met garennes ten westen van de gemeente behoorde echter tot buurgemeente Saint-Quentin-en-Tourmont.
Met het opkomende toerisme werden eind 19de eeuwen garennegronden aan de kust verkaveld voor de uitbouw van wat de badplaatsen Fort-Mahon-Plage en Quend-Plage zouden worden. Deze plaatsen werden bij een decreet van 1 september 1899 aangehecht bij de gemeente Quend, in een grondgebiedsuitwisseling met buurgemeente Saint-Quentin-en-Tourmont. Dit noordelijk grondgebied van Saint-Quentin-en-Tourmont ging naar de gemeente Quend, zodat die gemeente nu een kuststrook kreeg waar de badplaatsen konden ontwikkelen; terwijl een het meest zuidelijke stuk grondgebied van Quend met de gehuchten Bout des Crocs en Haie Penée werd overgeheveld naar de gemeente Saint-Quentin-en-Tourmont.
In 1923 splitste badplaats Fort-Mahon-Plage zich van Quend af om een zelfstandige gemeente te vormen.

## Geografie
De oppervlakte van Quend bedraagt 37,8 km², de bevolkingsdichtheid is 36,5 inwoners per km².
Het westelijke deel van de gemeente ligt langs de kust en bestaat uit een breed duinengebied, met daarin de badplaats Quend-Plage. Het achterland in het oosten bestaat uit landbouwgrond met daarin het dorpscentrum van Quend, en verschillende gehuchten, waaronder Monchaux, Routhiauville en Vieux Quend.
De onderstaande kaart toont de ligging van Quend met de belangrijkste infrastructuur en aangrenzende gemeenten.
De hoogte bedraagt 0-29 meter. Door het gebied loopt het Canal du Marquenterre van de Baai van de Authie naar het zuiden, ter ontwatering van het moerasgebied, waar nu onder meer bloembollen worden geteeld. Ten zuiden van Quend-Plage ligt een uitgestrekt duingebied, aansluitend aan het Parc du Marquenterre. In het noorden vindt men de Authie.

## Bezienswaardigheden
- De Sint-Vedastuskerk
- De Onze-Lieve-Vrouw der Pijnbomenkerk (Église Notre-Dame-des-Pins) te Quend-Plage.
- Op de gemeentelijke begraafplaats van Quend bevinden zich twee Britse oorlogsgraven: een uit de Eerste Wereldoorlog en een uit de Tweede Wereldoorlog

## Demografie
Onderstaande figuur toont het verloop van het inwonertal (bron: INSEE-tellingen).

## Nabijgelegen kernen
Fort-Mahon-Plage, Conchil-le-Temple, Villers-sur-Authie, Rue, Saint-Quentin-en-Tourmont